# Hjärtstock (stubbkvarn)

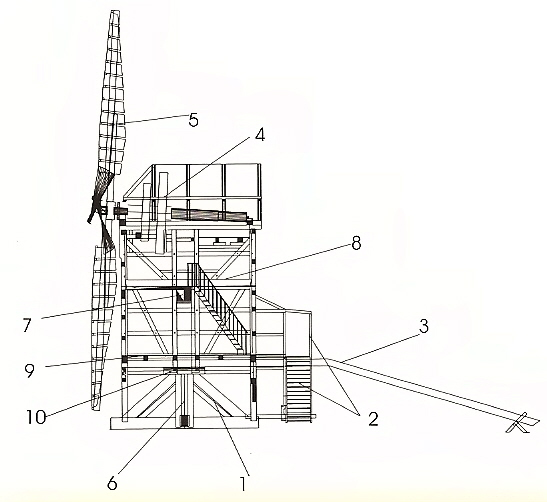
En stubbkvarns uppbyggnad. Nummer 7 är hjärtstocken.

Hjärtstocken är den horisontella tvärstock i en stubbkvarn som ligger ovanpå stubbens ände och på vilken liggaren (den undre kvarnstenen) delvis vilar. 